# 马里奥斯·乔治乌
马里奥斯·乔治乌（希臘語：Μάριος Γεωργίου，1997年11月10日—）生于利马索尔，是一名塞浦路斯男子竞技体操运动员，曾就读于尼科西亚大学。他的父亲是塞浦路斯人，母亲则是菲律宾人。他也正因自身的菲律宾血统而在学校备受欺凌，这一经历也促使他在后来参与反欺凌活动。他于2015年首次参加成年组比赛，并在同年的欧洲运动会上担任塞浦路斯代表团开幕式旗手。